# Aleksandr Arbuzow
Aleksandr Erminingieldowicz Arbuzow (ur. 30 sierpnia?/11 września 1877, zm. 21 stycznia 1968) – rosyjski chemik.
Urodził się w Biliarze 30 sierpnia 1877 roku. Studiował na Uniwersytecie Kazańskim pod kierunkiem Aleksandra Zajcewa i ukończył naukę w 1900 roku, po czym został na tym samym uniwersytecie pracownikiem, a od 1911 roku profesorem.
Najbardziej znany jest z dokładnego zbadania reakcji powstawania fosfonianów, określanej obecnie jako reakcja/przegrupowanie Arbuzowa lub Michaelisa-Arbuzowa.
W 1932 został członkiem korespondentem, a w 1942 akademikiem Akademii Nauk ZSRR. Od 1946 do 1966 był deputowanym do Rady Najwyższej ZSRR od 2 do 6 kadencji. Zmarł 21 stycznia 1968 roku i został pochowany na Cmentarzu Arskoje w Kazniu.
Jego syn, Boris Arbuzow (1903-1991), także był chemikiem-organikiem zajmującym się głównie chemią fosforoorganiczną.

## Nagrody i odznaczenia
- Medal Sierp i Młot Bohatera Pracy Socjalistycznej (11 września 1957)
- Order Lenina (pięciokrotnie)
- Order Czerwonego Sztandaru Pracy
- Nagroda Stalinowska I klasy (1947)
- Nagroda Stalinowska II klasy (1943)